# Philipp Reinhard Vitriarius

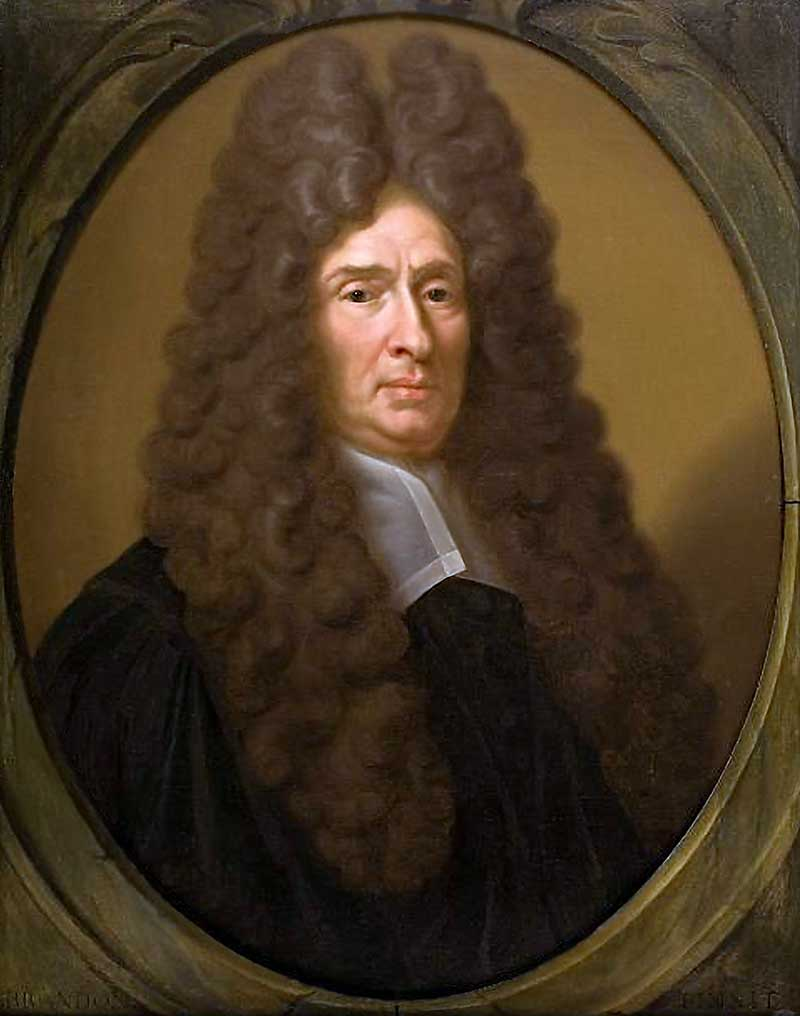
Philipp Reinhard Vitriarius

Philipp Reinhard Vitriarius (* 17. Februar 1647 in Oppenheim; † 30. Juli 1720 in Leiden) war ein deutscher Rechtswissenschaftler.

## Leben
Vitriarius stand möglicherweise mit dem Oppenheimer Pfarrer Johannes Vitriarius († 1699) in verwandtschaftlicher Verbindung. Am 16. Juli 1664 immatrikulierte er sich an der Universität Straßburg, wurde hier am 2. Dezember 1672 Kandidat des Rechts und absolvierte unter Johann Heinrich Böckler (1611–1672) ein Studium der Rechtswissenschaften. Am 11. Dezember 1672 erhielt er sein juristisches Examen, trat am 22. Februar 1673 mit der Abhandlung Theses de Jure antecessoris in successorem in Erscheinung und wurde im April 1673 Privatdozent an der Straßburger Hochschule.
1675 übernahm er an der Akademie Genf einen Lehrstuhl für Völkerrecht und hatte hier das Bürgerrecht der Stadt erhalten. Am 25. September 1682 wurde er Professor für deutsches Staatsrecht als Nachfolger von Johannes Friedrich Böckelmann an der Universität Leiden. Hier beteiligte er sich auch an den organisatorischen Aufgaben der Hochschule und war in den Jahren 1693/94, 1702/03, sowie 1713/14 Rektor der Alma Mater. Aus gesundheitlichen Gründen legte er am 21. Oktober 1719 seine Professur nieder, welche sein Sohn, aus seiner Ehe mit Renee Dupuy (* 1656), Johann Jacob Vitriarius übernahm.
Vitriarius zog eine Vielzahl, von Studenten aus dem deutschen Reich an die Universität Leiden. Vor allem Personen aus den österreichischen Landesteilen. Sein bedeutendstes Hauptwerk ist das Justinianische Institutionennachschlagewerk Institutiones iuris publici, welches zuerst 1683 in Speier und 1686 unter dem Namen von Nicolaus Danckwerths herausgebracht wurde. Dieses Werk wurde auf dem gleichen Institutionenschema von Johann Rhetz aufbaut. Es wurde von Johann Friedrich Pfeffinger (1667–1730) zu einem vierbändigen Materialwerk ausgebaut und durch Register erschließbar gemacht. Es erschien dann unter dem Titel illustratus seu institutiones juris publici in Freiburg 1691 und zuletzt als Corpus iuris publici (4. Bände) Gotha 1712–1730. Zudem hatte viele weitere Personen das Werk veröffentlicht. Unter anderem Jakob Carl Spener. Das Werk war zwar für einige Zeitzeugen wichtig, ist aber bald nach seinem Tod durch andere Nachschlagewerke wissenschaftlicherer Ordnung ersetzt worden.

## Werke
- Commentatio de adminiculis juris publici Romano-Germanici. Leipzig 1740.
- Institutiones Juris publici, T. IV. Gotha 1731.
- Institutiones juris naturae et gentium ad Methodum Hug. Grotii. Leiden 1704 (books.google.de).
- Universum jus civile privatum, ad Methodum institutionum. Leiden 1697.
- Diss. inaug. de jure Antecessoris in Successorem. Straßburg 1673.
- Diss. de Actionis Perpetuatione. Leiden 1696.
- De Praefectis. Leiden 1709.